# Hypokopelates eleala
Hypokopelates eleala är en fjärilsart som beskrevs av William Chapman Hewitson 1865. Hypokopelates eleala ingår i släktet Hypokopelates och familjen juvelvingar. Inga underarter finns listade i Catalogue of Life.